# Jeremy Irvine
Jeremy Smith, conegut artísticament com a Jeremy Irvine (Cambridgeshire, 1 de juliol de 1990) és un actor de cinema i teatre anglès.

## Primers anys
Irvine va néixer el 1990 i es va criar en Gamlingay, un petit poble al comtat anglès de Cambridgeshire. La seva mare, Bridget, és policia en el govern local, i el seu pare, Chris, és enginyer. Irvine, nom artístic, prové del nom del seu avi.
Jeremy va interpretar a Romeo juntament amb molts altres rols principals en obres de teatre, mentre que es va educar a l'Escola Moderna de Bedford,escola independent a la capital del comtat de Bedford, en Bedfordshire, Anglaterra, seguit pel Nacional de la Joventut Teatre i va realitzar un curs d'un any de la Fundació en LAMDA Londres a l'Acadèmia de Música i Art Dramàtic.

## Carrera
Irvine va exercir el paper de Lucas en la sèrie de televisió Life Bites i va aparèixer a la producció de Dunsinane amb la Royal Shakespeare Company el 2010.
El juny de 2010, Irvine va ser escollit per interpretar el personatge principal en la pel·lícula de Steven Spielberg War Horse, estrenada el gener de 2012. La pel·lícula és una adaptació de la novel·la homònima de Michael Morpurgo. Irvine va ser seleccionat per interpretar Albert Narracott, el personatge principal, al costat d'altres actors britànics, entre ells Peter Mullan i Emily Watson -com els seus pares-. Durant la producció de la pel·lícula, Irvine estaba representat per la Creative Artists Agency des del juliol de 2010, a més dels agents Hatton McEwan al Regne Unit.
L'abril de 2011, Variety va informar que Irvine havia estat destinat a exercir el paper de "Pip" en una pel·lícula de Mike Newell, Great Expectations (Grans esperances) de Charles Dickens, amb Helena Bonham Carter com la senyoreta Havisham.
L'octubre de 2011, The Hollywood Reporter va assenyalar que Irvine s'esperava per interpretar al jove Eric Lomax en una producció cinematogràfica de The Railway Man (L'Home de ferrocarril), amb Colin Firth interpretant al vell Lomax en la pel·lícula.

## Vida personal
Irvine ha tingut diabetis tipus 1 des dels sis anys i ha participat en els assajos amb la Juvenile Diabetes Research Foundation per provar d'implantar-se un pàncrees artificial. Les proves es van realitzar a l'Hospital Addenbrooke de la Universitat de Cambridge el 2005 i 2007.

## Filmografia
| Any  | Pel·lícula                         | Personatge           | Notes |
| ---- | ---------------------------------- | -------------------- | --- |
| 2018 | Mamma Mia! Here We Go Again        |                      | |
| 2016 | Billionaire Boys Club              | Kyle Biltmore        | Post-producció |
| 2016 | Fallen                             | Daniel Grigori       | Completa |
| 2016 | This Beautiful Fantastic           | Billy                | Post-producció |
| 2015 | The World Made Straight            | Travis Shelton       | |
| 2015 | The Bad Education Movie            | Atticus Hoye         | |
| 2015 | Stonewall                          | Danny Winters        | |
| 2014 | The Woman in Black: Angel of Death | Harry Burnstow       | Completat |
| 2014 | Mary Shelley's Monster             | Percy Bysshe Shelley | Post-producció |
| 2013 | Beyond the Reach                   | Ben                  | |
| 2013 | The World Made Straight            | Travis               | Completat |
| 2013 | Una noche en el viejo México       | Gally                | Completat |
| 2013 | Un llarg viatge                    | Eric Lomax           | Completat |
| 2012 | Grans esperances                   | Pip                  | Completado |
| 2012 | Now is Good                        | Adam                 | Completado |
| 2011 | War Horse                          | Albert Narracott     | Nominat – London Film Critics' Choice Award for Young British Performer of the Year Nominat – Mejor actuación masculina |
| 2009 | Life Bites                         | Luke                 | Sèrie de TV - 12 Episodis                                                                                               |